# NRJ (Frankreich)

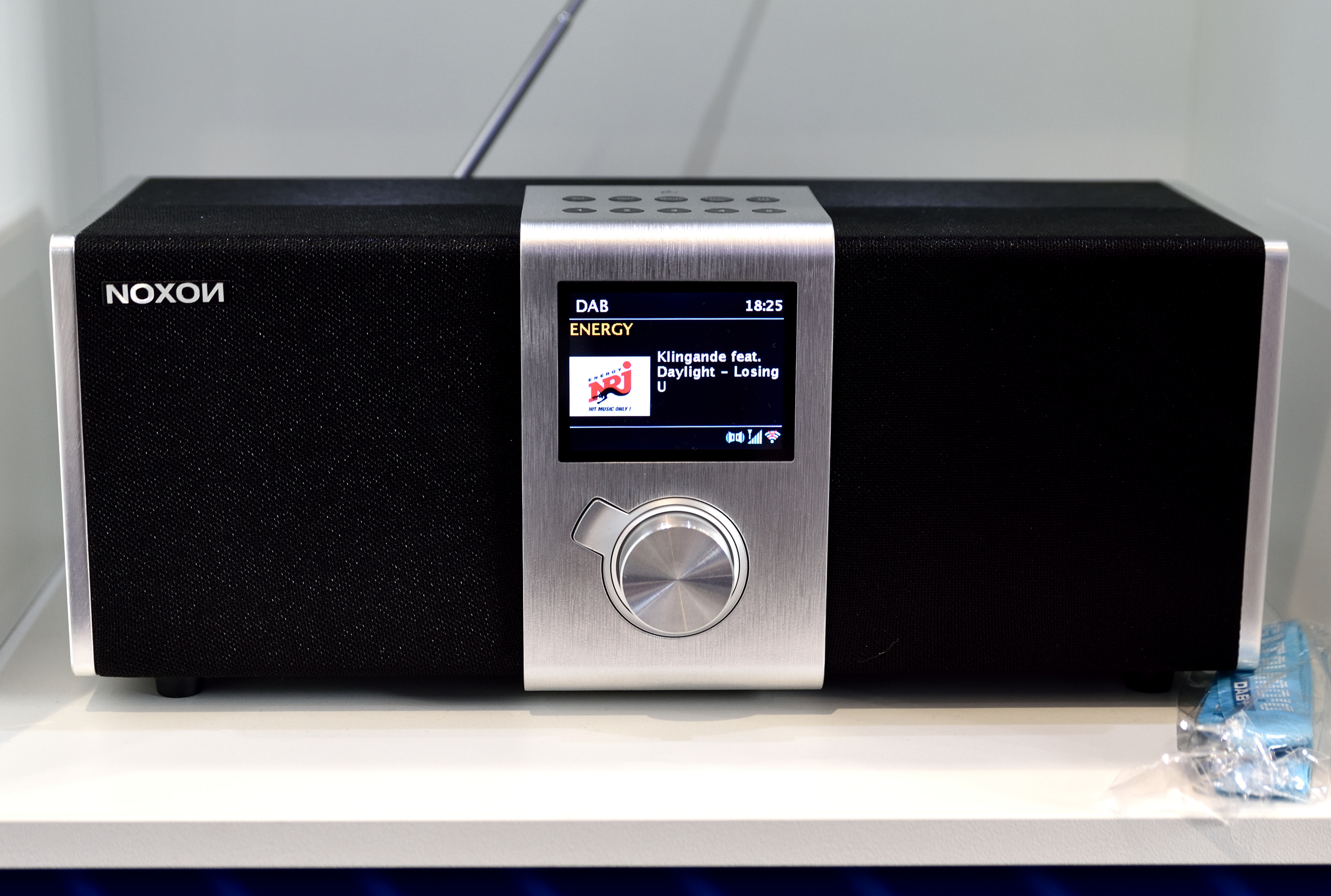
NRJ auf DAB+ in Deutschland

NRJ ist ein privater Hörfunksender in Frankreich. Der Sender ging im Juni 1981 erstmals in der französischen Hauptstadt Paris auf Sendung. NRJ, gegründet von Jean-Paul Baudecroux und Max Guazzini, gehört heute zur NRJ Group, dem größten Radiokonzern weltweit.

## Geschichte
Jean Paul Baudecroux gründete im Juni 1981 gemeinsam mit Max Guazzini nach der Wahl des französischen Staatspräsidenten François Mitterrand, der den französischen Radiomarkt liberalisierte, im Zimmer eines Dienstmädchens im 20. Pariser Arrondissement mit dem Aufbau seines Radiostudios. Seinen Radiosender nannte er NRJ, dies ist die Abkürzung des französischen Namens Nouvelle Radio Jeunesse, was übersetzt „Neues Jugendradio“ heißt. Die französische Aussprache des Akronyms „èn-èr-ji“ klingt fast wie das Wort énergie /e.nɛʁ.ʒi/ (deutsch Energie). Mit der Gründung des französischen Senders Chérie FM 1987 und dem Einstieg in weiteren Staaten (ab 1988 zunächst in der Schweiz und Belgien, später folgten Stationen u. a. in Deutschland, Schweden und Österreich) wurde aus dem französischen Jugendradio zunehmend ein internationaler Medienkonzern, der inzwischen auch Fernsehsender (NRJ tv, NRJ 12) in Frankreich betreibt.

## Programm

### Wochentagsprogramm
Unter der Woche startet die Moderationsschiene ab 05:55 Uhr mit der populären Radiosendung Manu dans le 6/9, die aktuell von Emmanuel „Manu“ Levy moderiert und von Laure Cohen, Niko Papon, Valentin Chevalier und Pauline Bordja co-moderiert wird. Zwischen 09:30 Uhr und 12:00 Uhr übernimmt Kash die Moderation und zwischen 12:00 und 15:00 Uhr Marie. Auf den jeweils verschiedenen Frequenzen folgt zwischen 15:00 Uhr bis 19:00 Uhr ein regional unterschiedliches Programm. Es folgt zwischen 19:00 Uhr und 20:00 Uhr Double F sur NRJ, sowie zwischen 20:00 Uhr und 23:00 Uhr Guillaume Radio 2.0 mit Guillaume Pley. Zwischen 23:00 Uhr und 01:00 Uhr C’Cauet sur NRJ, moderiert von Sébastien Cauet und weiteren Co-Moderatoren, sowie zwischen 01:00 Uhr und 04:00 Uhr MiKL sur NRJ mit Michaël Espinho. Zwischen 04:00 Uhr und 05:55 Uhr werden abschließend 12 Hits am Stück pro Stunde gespielt und besten Momente von Manu dans le 6/9 und C’Cauet sur NRJ wiederholt. Statt Guillaume Radio 2.0 wird am Freitag NRJ Extravadance übertragen. Von 00:00 bis 01:00 Uhr wird Le mix de Cauet am Anschluss seiner Sendung von ihm selbst moderiert. Ab 01:00 kommt etwa DJ DMB, Steve Aoki oder Diplo dran. Von 04:00 bis 06:00 moderiert DJ DMB die Mixsendung NRJ Extravadance.
| Uhrzeit       | Sendung                 | Konzept |
| ------------- | ----------------------- | --- |
| 05:55 – 09:30 | Manu dans le 6/9        | Die NRJ Morningshow mit 3 224 000 Hörern pro Sendung, moderiert von Emmanuel Lévy, mit Comedyelementen, Gewinnspielen und aktuellen Nachrichten                                  |
| 09:00 – 12:00 | Kash                    | Kash spielt jede Stunde 12 Hits am Stück |
| 12:00 – 15:00 | Marie                   | Marie spielt jede Stunde 12 Hits am Stück |
| 15:00 – 19:00 | Regionales Programm     | Schaltung in die NRJ-Regionalstudios mit regionalen Informationen, Veranstaltungen und Gewinnspielen                                                                             |
| 19:00 – 20:00 | Double F                | Double F spielt zur vollen Stunde 12 Hits am Stück |
| 20:00 – 23:00 | Guillaume 2.0           | Die NRJ Abendshow mit 413 000 Hörern, moderiert von Guillaume Pley, mit lustigen Comedyelementen und Studiospielen                                                               |
| 23:00 – 01:00 | C’Cauet                 | Die NRJ Latenightshow mit 1 078 000 Hörern jeden Abend, moderiert von Sebastien Cauet, mit prominenten Studiogästen, Comedyelementen, Studiospielen und aufregenden Diskussionen |
| 01:00 – 04:00 | MiKL sur NRJ            | Die NRJ nächtliche Talkshow, präsentiert von MiKL, Toph und Polo |
| 04:00 – 06:00 | Le Pre-Morning          | 12 Hits ohne Unterbrechung jede Stunde und besten Momente von Manu dans le 6/9 und C’Cauet sur NRJ                                                                               |
| Uhrzeit       | Sendung                 | Konzept |
| 06:00 – 12:00 | David                   | Alle wichtigen Infos für das Wochenende (Nachrichten, Horoskop, Wetter, Veranstaltungstipps) und 12 Hits ohne Unterbrechung jede Stunde                                          |
| 12:00 – 17:00 | La Playlist NRJ         | 12 Hits ohne Unterbrechung jede Stunde |
| 17:00 – 19:00 | Le Hit NRJ avec YouTube | Die meistgeklickten Videos der Woche auf YouTube |
| 19:00 – 20:00 | The DJ Assad Show       | DJ Assad mixen für den Start in den Samstagabend die größten aktuellen Partyhits                                                                                                 |
| 20:00 – 06:00 | NRJ Extravadance        | Star-DJs mixen im Wechsel den großen Partymix für den Samstagabend |
| Uhrzeit       | Sendung                 | Konzept |
| 06:00 – 12:00 | David                   | Alle wichtigen Infos für das Wochenende (Nachrichten, Horoskop, Wetter, Veranstaltungstipps) und 12 Hits ohne Unterbrechung jede Stunde                                          |
| 12:00 – 18:00 | La Playlist NRJ         | 12 Hits ohne Unterbrechung jede Stunde |
| 18:00 – 20:00 | L'EuroHot 30            | Die 30 meistgespielten Hits der NRJ-Sender in Europa, von Anto heruntergezählt                                                                                                   |
| 20:00 – 00:00 | DominGo Radio Stream    | Sonntagabend Videospiel-Talkshow, präsentiert von Gamer und YouTuber DominGo |
| 00:00 – 02:00 | NRJ Extravadance        | Star-DJs mixen im Wechsel den großen Partymix für die Sonntagnacht |
| 02:00 – 06:00 | La Playlist NRJ         | 12 Hits ohne Unterbrechung jede Stunde |

### Wochenendprogramm
Am Samstag und Sonntag moderiert David ein Wochenendprogramm zwischen 06:00 Uhr und 12:00 Uhr. Es folgen zwischen 12:00 Uhr und 17:00 (18:00 Uhr Sonntag) Uhr jeweils in jeder Stunde 12 Hits am Stück. Während am Samstag zwischen 17:00 Uhr und 19:00 Uhr Hits die meistgeklickten Hits auf youtube („Le Hit NRJ avec Youtube“) folgen, werden am Sonntag zwischen 18:00 und 20:00 die Euro Hot 30, die meistgespielten Hits aller NRJ-Stationen in Europa (inklusive des Libanons), ausgestrahlt. Es folgt für eine Stunde am Samstag der eine Live-Mixshow mit DJ Assad sowie zwischen 19:00 Uhr und 20:00 Uhr. In NRJ Extravadance, von 20:00 bis 21:00 mixt Morgan Nagoya, von 21:00 bis 00:00 Jay Style, von 00:00 bis 02:00 Tiesto, Antoine Clamaran, Afrojack oder Avicii und von 02:00 Uhr bis 03:00 Uhr Hardwell. Ab 03:00 bis 06:00 mixt DJ Alex Wat. Am Sonntag hingegen werden noch einmal zwischen 20:00 Uhr und 21:00 Uhr zehn Musikstücke gespielt. Darauf folgen zwischen 20:00 Uhr und 00:00 Uhr DominGo Radio Stream, zwischen 00:00 Uhr und 02:00 Uhr NRJ Extravadance und abschließend zwischen 02:00 Uhr und 05:55 Uhr jeweils 12 Hits pro Stunde am Stück.

### Regionale und lokale Programme
Die programmliche Ausgestaltung unterscheidet sich teilweise regional oder lokal. In der Regel beschränken sich die Trennungen des Programms unter der Woche auf die Moderationsschienen zwischen 16:00 Uhr und 20:00 Uhr. Allerdings gibt es auch hiervon Ausnahmen. So wird in Lyon beispielsweise bereits ab 09:00 Uhr selbst moderiert, wie auch bei NRJ Léman in Genf. In Saint Tropez wird, mit Ausnahme einiger weniger frankreichweiter Sendungen wie Manu dans le 6/9 oder der NRJ Euro Hot 30, weitgehend selbstständig gesendet. Auch die Nachrichten werden teilweise vor Ort produziert.

## Events
Unter gemeinsamer Verwendung von Titel und Logo wird in Frankreich wie auch auf anderen NRJ-Stationen weltweit (zum Beispiel in Deutschland und im Libanon) die Konzertreihe NRJ Music Tour präsentiert.
Als Vorzeigeshow gelten auch die renommierten NRJ Music Awards, die seit 1999 jährlich in Cannes veranstaltet werden und vor allen Dingen durch ihr internationales Staraufgebot, ähnlich beispielsweise zu den MTV Europe Music Awards, für Aufmerksamkeit sorgen. Im französischen Fernsehen werden die NRJ Music Awards alljährlich vom Marktführer TF1 übertragen, wodurch über sechs Millionen Zuschauer erreicht werden.

## Internetradiosender
Die NRJ Group betreibt in Frankreich heute 150 Webradio-Kanäle unter der Dachmarke NRJ. Diese widmen sich speziellen Genres (z. B. Pop, Rock, Lounge), Lebensstilen und Stimmungen (z. B. Romantic, Tropical, Sexy, Fitness, Gay), Städten (z. B. New York, Miami, Ibiza), Ländern und Kontinenten (z. B. Brasilien, Spanien, Afrika), berühmten Musikkünstlern (z. B. Michael Jackson, Madonna, Britney Spears, Black Eyed Peas), Veranstaltungen (z. B. NRJ Music Awards), NRJ-Sendungen (z. B. Manu Le 6-9, NRJ Euro Hot 30) oder werden in Kooperation mit Partnern wie Disney oder iTunes betrieben.

## Frequenzen
NRJ ist frankreichweit auf über 300 sowohl regionalen als auch lokalen Frequenzen ausgestrahlt, unter anderem in Paris auf der Frequenz 100.3.

## Zahlen und Fakten
NRJ erreicht in Frankreich durchschnittlich 6 310 000 Hörer pro Tag und hat damit einen Marktanteil von 11,8 Prozent in Frankreich und ist damit der meistgehörte Radiosender dort.

## Bedeutung
NRJ steht in Frankreich für einen großen Medienkonzern, der neben einen Radiosender auch Mobilfunkanbieter (NRJ Mobile) und Fernsehsender (NRJ 12, NRJ tv) ist. Der Medienkonzern ist in Frankreich besonders bei jungen Menschen beliebt, vor allem auch wegen der Moderatoren Emanuel Lévy, Sebastien Cauet und Guillaume Pley, die dort sehr bekannt und beliebt sind und als sehr lustig gelten.
Außerdem zeigt NRJ auch immer wieder lokale Präsenz im ganzen Land mit zahlreichen Veranstaltungen, wie z. B. der NRJ Music Tour, bei der in der jeweiligen Stadt bekannte Stars auftreten, DJs mixen und die Moderatoren für Stimmung sorgen. Zudem werden jährlich die NRJ DJ Awards in Monaco verliehen, bei denen die größten und bekanntesten DJs der Welt auftreten und für die auch andere europäische NRJ-Stationen Karten verleihen. Das Highlight des Jahres stellen die NRJ Music Awards dar, die jedes Jahr im südfranzösischen Cannes verliehen werden, bei denen große französische und internationale Stars auftreten und zudem vom französischen Fernsehenmarktführer TF1 live übertragen werden. Die NRJ Music Awards sind vergleichbar mit den MTV Music Awards aus Amerika.